# Бехербах (Бад-Кройцнах)
Бехербах (нім. Becherbach) — громада в Німеччині, розташована в землі Рейнланд-Пфальц. Входить до складу району Бад-Кройцнах. Складова частина об'єднання громад Майзенгайм.
Площа — 10,85 км2. Населення становить 833 ос. (станом на 31 грудня 2020).

## Галерея

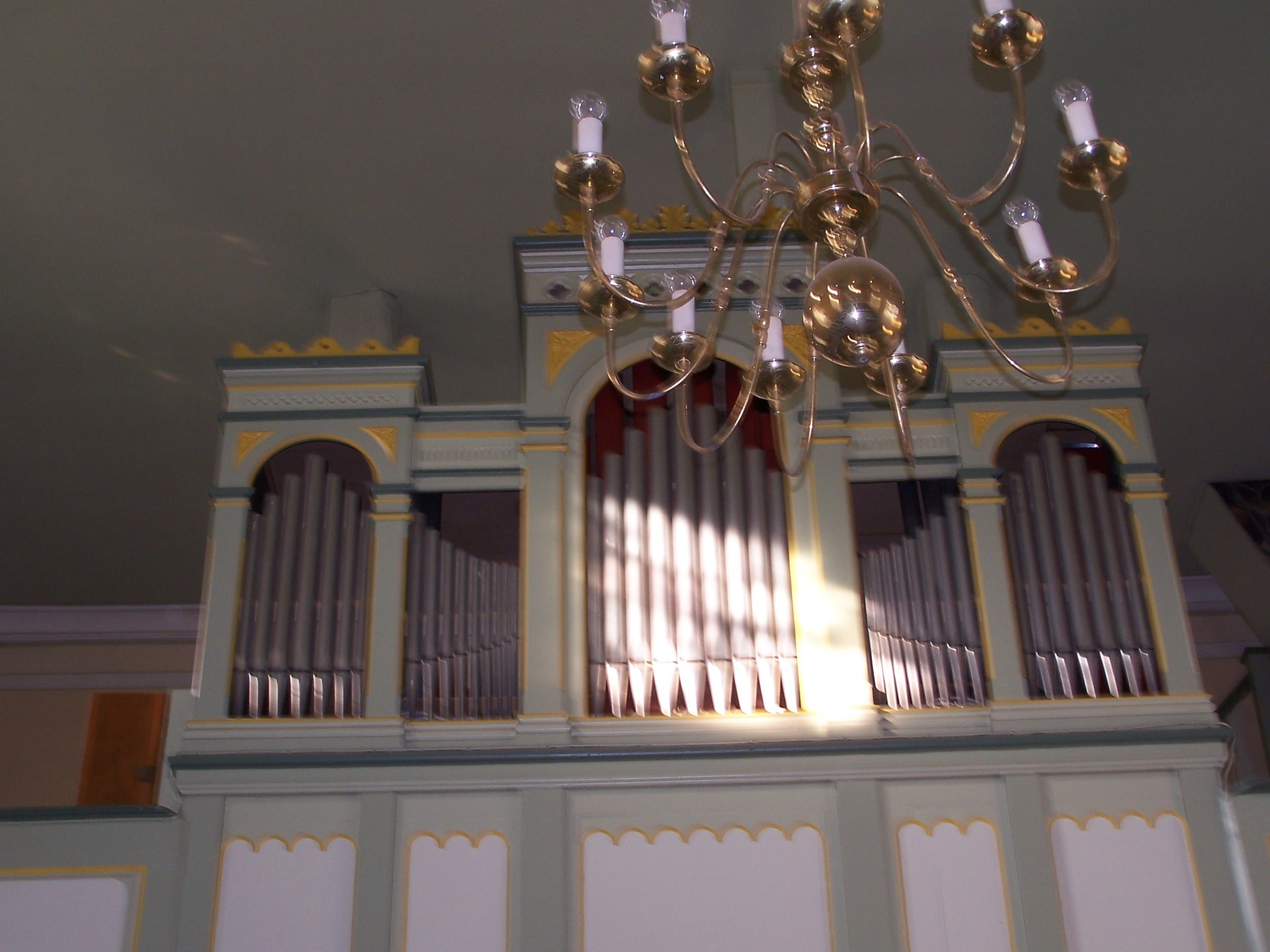